# 雷門福助 (初代)
初代雷門福助（かみなりもん ふくすけ、1901年（明治34年）10月20日 - 1986年（昭和61年）6月11日）は、落語家。本名は川井初太郎。通称「落語界のシーラカンス」。
東京の深川の芝居道具師の家に生まれた。生年月日は口伝えでは2月3日の初午の日で、それゆえに初太郎と名付けられた。
奉公に出た後は陸軍省大臣・田中義一の運転手の助手をしたり、徳川夢声の元で活動弁士の下働きなどをしていた。
1922年（22歳）頃から幇間をしていた友人の薦めで6代目雷門助六に入門して福助を名乗る。二つ目のときに師匠が名古屋に「助六興行部」を設立したので同行した。関東大震災が起こった際は東京に戻らずそのまま名古屋に住み着いた。
戦後は名古屋で旅館を営み長らく高座を退いていた。のちに大須演芸場に出演するようになり、名古屋在住の芸人の団体「名芸互助会」の会長を長年務めた。東京の「東宝名人会」に出演した際、「落語界のシーラカンス」ともてはやされ、度々東京の寄席にも顔を出すようになった。
1986年6月11日、膵臓がんのため、名古屋市中区大須の塚崎医院で死去。84歳没。
落語はお題噺や廓噺を得意とし大正時代の古き噺を演じていたが、新作も数点残している。SPレコードも数枚残されており、2007年に「初代 雷門福助 落語名演集」（一）〜（三）としてCDが発売された。
2010年には川戸貞吉によってインタビュー集『初代福助楽屋話』が発売される。

## 弟子
- 雷門福楽 - 初代桜川ぴん助門下で移籍し幇間となる
- 雷門福二 - 八代目雷門助六門下に移籍
- 雷門小福

## 註
1. ↑  一説にはいわゆる「連れ込み旅館」だったという。
2. ↑  雷門獅篭 (2012年12月20日). ご勝手名人録. ぶんか社. pp. 9-16
3. ↑  命名者は中日新聞の芸能記者だった黒川光弘。長寿というわけではなく、長らく東京の寄席には出ていなかったため、芸が擦れていなかったことからそう呼ばれたもの。
4. ↑  朝日新聞1986年6月12日朝刊